# 2007 en Côte d'Ivoire
Cet article présente les faits marquants de l'année 2007 en Côte d'Ivoire.

## Évènements
- Dimanche 4 mars : le Président Laurent Gbagbo et le chef des rebelles Guillaume Soro signent à Ouagadougou (Burkina Faso), un accord censé conduire à une réunification progressive du pays, coupé de fait en deux depuis septembre 2002[1].
- Samedi 7 avril : constitution du nouveau gouvernement dirigé par le chef des rebelles, Guillaume Soro[2],[3].
- Lundi 16 avril : à la suite de l'accord de gouvernement du 7 mars, début du retrait des forces onusiennes déployées depuis 2003 dans la « zone de confiance » séparant le nord du sud du pays (7 500 casques bleus et 3 500 soldats français sous mandat de l'ONU)[4].
- Vendredi 29 juin : échec d'un attentat contre Guillaume Soro, Premier ministre.